# Goffredo Tonini
Goffredo Tonini (Rimini, 12 settembre 1898 – Roma, 19 aprile 1970) è stato un generale italiano, decorato di Medaglia d'oro al valor militare a vivente, e della Croce di Cavaliere dell'Ordine militare d'Italia nel corso della seconda guerra mondiale.

## Biografia
Nacque a Rimini il 12 settembre 1898, figlio di Luigi e Aprice Signorini. Nel marzo 1917 fu arruolato nel Regio Esercito, assegnato al corpo dei bersaglieri, ma su interessamento del padre è trasferito al genio telegrafisti, entrando in servizio presso il deposito di Verona. Dopo l'esito negativo della battaglia di Caporetto chiede, ed ottenne, di essere trasferito alla 49ª Compagnia, passando poi 7ª Compagnia lanciafiamme, distinguendosi durante le operazioni belliche nel Trentino. Nell'agosto 1918 frequenta il corso per Allievi ufficiali di complemento presso la Regia Accademia Militare di Artiglieria e Genio di Torino, venendo nominato sottotenente il 27 marzo 1919, assegnato in forza al 1º Reggimento del genio di Pavia. Inviato in Dalmazia, operò nella zona di Sebenico dapprima in forza alla 177ª Compagnia zappatori, poi nella 26ª Compagnia pontieri e infine nella sezione autonoma Minatori del Genio dove completò la sua preparazione professionale. Dopo la promozione a tenente fu assegnato alla Commissione requisizione e accertamenti danni di guerra. Il 30 ottobre 1921 entrò in servizio permanente effettivo, e nell'ottobre successivo entra in servizio nel V Battaglione genio zappatori.
Frequentato a Roma un corso militare di educazione fisica, nell'agosto 1922 è inviato in Cirenaica, assegnato al Regio corpo truppe coloniali (RCTC) di Bengasi come addetto alla stazione radiotelegrafica speciale della regione.
L'anno successivo, con la sua sezione radio, è assegnato al 7º Battaglione eritreo del maggiore Mariano Melelli e ricevette l'ordine di raggiungere in zona operativa il battaglione impegnato contro la rivolta senussita. Partì da Antelat per Bengasi imbarcandosi sulla cannoniera Berenice in rotta per la Sirtica, per poi raggiungere ad El Agheila il suo reparto, ma durante la navigazione intercettò una trasmissione di radio Agedabia e la notizia che una colonna di rifornimenti, in marcia per raggiungere il battaglione eritreo, era stata attaccata da elementi ribelli e si trova in gravi difficoltà in zona Bir Bilal (Marsa el Brega). Radio Agedabia sollecitava il soccorso da parte del battaglione Melilli operante a breve distanza. Il battaglione, in marcia per Bir Bilal, venne attaccato da ingenti forze senussite e circondato con gravi perdite. Richiesto al comandante della nave di portarlo a terra con la sua stazione radio, riuscì ad ottenere la collaborazione della Regia Marina e sbarcò da una scialuppa con 8 volontari fra cui i suoi specialisti. Appena a terra trovò un soldato eritreo ferito che lo mise al corrente della tragica situazione, della morte del maggiore Melilli, delle difficoltà di salvare i superstiti assediati dalle forze preponderanti e costretti alla difensiva.
Rincuorati i superstiti e soccorsi i feriti trasportati sulla Berenice, fornì con la radio notizie utili sull'appoggio di fuoco della cannoniera, iniziò a recuperare i superstiti, respinse gli attacchi dei ribelli, distrusse il materiale intrasportabile portando in salvo complessivamente 145 uomini e preziosi materiali. Per questa azione rischiosa venne decorato con la Medaglia d'oro al valor militare a vivente.
Nel 1926, dopo quattro anni di servizio coloniale, rientrò in Italia e fu assegnato al 1º Reggimento genio ferrovieri. Promosso tenente venne assegnato al 1º Reggimento radiotelegrafisti fino alla nomina a capitano avvenuta nel 1928, quando rientrò in Libia.
Con un gruppo di squadriglia autoblindo partecipa alle grandi operazioni di pacificazione del Fezzan agli ordini di Graziani arrivando fino a Giarabub e poi a Cufra. Tra il 1930 al 1934 fu nuovamente in Italia in servizio all'8º Reggimento, e e poi al 1º Reggimento Genio. Successivamente con una compagnia trasmissioni assegnata alla 2ª Divisione eritrea partecipò alla guerra d'Etiopia fra il 1935 ed il 1936; venendo promosso maggiore per meriti di guerra per il combattimento di Passo Mecan (marzo 1936).  Nel 1937 ritornò in Libia, assegnato al genio militare del XX Corpo d'armata di Tripoli.
Nella nuova destinazione venne a conoscenza del bando di concorso di reclutamento di paracadutisti emanato dal Comando Superiore delle Forze Armate dell'A.S.I., e si presentò da Italo Balbo come volontario, dicendo: 'visto che non si presenta nessuno mi offro come volontario. Balbo gli affidò il comando del battaglione allievi paracadutisti della Libia.
Il 22 marzo 1938 arrivò a Castelbenito ed il mattino del 29 marzo eseguì il suo primo lancio dall'aereo, assumendo il comando della Scuola Paracadutisti e del battaglione in formazione. Il 1º aprile effettuò il secondo lancio, immediatamente seguito dal primo lancio di ufficiali e truppa libica. Quindi fino al 15 aprile proseguì nell'addestramento ai lanci, prima in forma individuale e poi a squadre. Nel pomeriggio del 16 aprile fece eseguire il primo lancio di massa (300 uomini del I Battaglione "Fanti dell'Aria" Paracadutisti Libici) da 24 apparecchi Savoia-Marchetti S.M.81, appartenenti al 15º Stormo Bombardamento Terrestre.
Dopo la costituzione di un secondo battaglione, fu formato il 1º Reggimento paracadutisti "Fanti dell'Aria", che il 23 maggio 1938 si lanciò sul campo di Bir Gnem alla presenza del re Vittorio Emanuele III, che ne fu talmente colpito da decorarlo con la Croce di Ufficiale dell'Ordine dei Santi Maurizio e Lazzaro. Qualche tempo dopo il reggimento fu sciolto, così come il secondo battaglione, principalmente per motivi di contrazione del bilancio. Dopo l'entrata in guerra del Regno d'Italia il battaglione paracadutisti non venne mai impiegato per lo scopo per il quale era stato creato.
Nel gennaio-febbraio 1941 i paracadutisti furono assegnati al neocostituito "Gruppo Mobile Tonini", ed impegnati nella difesa di Derna, riuscendo a resistere al preponderante avversario per circa tre settimane permettendo il riordinamento nelle retrovie, l'apprestamento di una linea difensiva, più razionale e ordinato ripiegamento dei comandi, dei reparti, dei materiali del XX Corpo d'armata su Agedabia.
Il 6 febbraio i suoi uomini, appoggiati da alcuni carri armati M13/40, tentarono di resistere alle truppe inglesi, appoggiate da una forte componente corazzata. Dopo aver subito la perdita del 50% degli effettivi, dovette arrendersi insieme ai suoi uomini, al 46º km della via Balbia, e successivamente portato prima in Egitto e poi, passando per la Palestina, in India dove trascorse cinque anni di prigionia.
Promosso tenente colonnello mentre era in prigionia, al ritorno in Italia rientrò in servizio, divenendo colonnello nell'aprile 1947, ed insignito con la Croce di Cavaliere dell'Ordine militare d'Italia il 13 maggio 1948. Comandò diversi reparti del Genio, inizialmente il 1º Reggimento pionieri di Civitavecchia, poi il Comando territoriale del genio di Roma. Fu promosso generale di brigata, venendo messo in ausiliari nel 1953, e poi elevato al rango di generale di divisione. Si spense a Roma il 19 aprile 1970.
Il suo corpo è sepolto, come da suo desiderio, nel famedio militare del cimitero del Verano fra i suoi soldati, a breve distanza dalla tomba dei paracadutisti caduti alla difesa di Roma nel 1944.

### Annotazioni
1. ↑  Si distinse subito per essersi adoperato nell’opera di soccorso e di spegnimento di un furioso incendio sviluppatosi nel suk di Bengasi.
2. ↑  Nato a Umbertide, provincia di Perugia, per questo fatto d'arme fu insignito della Medaglia d'argento al valor militare alla memoria. Durante il corso della prima guerra mondiale era stato decorato con la Croce di guerra al valor militare.
3. ↑  Le stesse parole che dirà qualche anno più tardi il generale Frattini al generale Roatta, nell'offrirsi come comandante della costituenda Folgore.
4. ↑  Era stato brevemente istruito da Prospero Freri sull'utilizzo del paracadute Salvator prima di allora solo in uso ai piloti d'aeroplano.

### Fonti
1. 1 2 3 4 5 6 7 8 9 10 11 12 13  Rossi 2007, p. 16.
2. 1 2 3 4 5 6 7 8 9  Combattenti Liberazione.
3. 1 2 3 4 5 6 7 8 9 10  Paracadutisti Trieste.
4. 1 2 3 4  Rossi 2007, p. 17.
5. 1 2 3 4 5 6  Rossi 2007, p. 18.
6. ↑  Sito web del Quirinale: dettaglio decorato.
7. ↑  Sito web del Quirinale: dettaglio decorato.
8. ↑   Bollettino ufficiale delle nomine, promozioni e destinazioni negli ufficiali e sottufficiali del R. esercito italiano e nel personale dell'amministrazione militare, 1937,  p. 571. URL consultato il 7 febbraio 2020.